# Rötlicher Fettschwanzmaki
Der Rötlicher Fettschwanzmaki (Cheirogaleus crossleyi), auch Crossley-Fettschwanzmaki genannt, ist eine Primatenart aus der Gruppe der Lemuren. Er gilt seit 2000 als eine vom Braunen Fettschwanzmaki eigenständige Art. Das Artepitheton ehrt den britischen Naturforscher Alfred Crossley, der den Holotypus gesammelt hatte.

## Merkmale
Rötliche Fettschwanzmakis erreichen eine Kopfrumpflänge von 22 bis 26 Zentimetern und eine Schwanzlänge von 21 bis 27 Zentimetern. Das Gewicht beträgt 370 bis 458 Gramm und ist vermutlich saisonalen Schwankungen unterzogen. Ihr Fell ist am Rücken rötlich-braun gefärbt, die Unterseite ist hellgrau. Der Kopf ist rundlich, die Augen sind von auffälligen schwarzen Augenringen umgeben, die Ohren sind innen und außen mit dunklem Fell bedeckt.

## Lebensraum und Lebensweise

Verbreitungsgebiet des Rötlichen Fettschwanzmakis (rot)

Wie alle Lemuren kommen Rötliche Fettschwanzmakis nur auf Madagaskar vor. Das Verbreitungsgebiet ist fragmentiert und nicht gut bekannt. Es liegt weiter westlich und damit mehr inländisch vom Verbreitungsgebiet des Großen Fettschwanzmakis (Cheirogaleus major). Unter anderem wurde der Rötliche Fettschwanzmaki am Alaotra-See, im Nationalpark Andasibe-Mantadia, im Imerina und im Norden in der Nähe von Sambava und Vohémar gefunden.
Der Lebensraum besteht aus Regenwäldern bis in Höhen von 1800 Metern. Die Tiere fehlen in vom Menschen stark beeinträchtigten Wäldern und in Plantagen. Ansonsten ist über ihre Lebensweise wenig bekannt, vermutlich stimmt sie mit der des Großen Fettschwanz-Makis überein. Demzufolge sind sie nachtaktive Baumbewohner, die in der Trockenzeit von April bis September einen Winterschlaf in einem Nest halten. Dafür legen sie in der Regenzeit einen Fettvorrat in ihrem Schwanz an. Die Nutzung einer Baumhöhle wurde nur ein Mal beobachtet.

## Gefährdung
Die IUCN listet die Art als „gefährdet“ (vulnerable). Der Rötlicher Fettschwanzmaki kommt in vier Nationalparks vor, Marojejy, Andasibe-Mantadia, Ranomafana und Zahamena.

## Belege
1. ↑  Russell A. Mittermeier, Jörg U. Ganzhorn, William R. Konstant, Kenneth Glander, Ian Tattersall, Colin P. Groves, Anthony B. Rylands, Andreas Hapke, Jonah Ratsimbazafy, Mireya I. Mayor, Edward Louis jr, Yves Rumpler, Christoph Schwitzer, Rodin Rasoloarison: Lemur Diversity in Madagascar. In: International Journal of Primatology. 29, 2008, ISSN 0164-0291, S. 1607–1656.
2. ↑  Beolens, Watkins & Grayson: The Eponym Dictionary of Mammals. Johns Hopkins University Press, Baltimore 2009, ISBN 978-0-8018-9304-9, S. 91 (Crossley).
3. 1 2 3 4 5  Russell A. Mittermeier, Anthony B. Rylands & Don E. Wilson: Handbook of the Mammals of the World: Primates: 3. ISBN 978-84-96553-89-7. Seite 62.
4. ↑  Cheirogaleus crossleyi in der Roten Liste gefährdeter Arten der IUCN. Abgerufen am 5. Juni 2022.